# Oleg Konstantínovitx Antónov
Oleg Konstantínovitx Antónov (en rus: Олег Константинович Антонов), va ser un enginyer aeronàutic soviètic. Membre del PCUS des de 1945.

## Biografia
Després d'acabar els seus estudis el 1930 a la Universitat Politècnica de Leningrad, va treballar fins al 1938 com a cap de l'oficina de disseny d'una empresa de construcció de planadors. Posteriorment, es va dedicar amb Yakovlev entre altres coses al desenvolupament d'avions pesats (transport de càrrega) (Antonov A-7, Antonov A-11) i caces. A partir de 1946, va dissenyar diversos avions a la fàbrica Antónov de Novossibirsk, alguns dels quals han romàs llegendaris a l'est, en particular l'Antónov An-2, un biplà de transport de passatgers i càrrega anomenat Anna o el tractor aeri del que se'n van fabricar més de 15.000 exemplars des de 1947.
També cal esmentar: turbohèlices com l’An-10 Ukraina de mitjà recorregut (1957) així com l’An-22 (Antæus) (1969) que va ser en el seu moment un dels avions més grossos del món i l'An-124 Ruslan (1982).
L'avió més gros del món actual (fins a la seva destrucció pels bombardeigs russos a Ucraïna el 2022), l'Antonov Antónov An-225 Mrya (1988) no va ser dissenyat fins després de la seva mort.
Com a recompensa pel seu treball, Oleg Antónov va rebre tres vegades l'Orde de Lenin i el van nomenar Heroi del Treball Socialista. El Banc Nacional d'Ucraïna va emetre el febrer de 2006 una moneda de 2 hrívnies (sense circular, 31 mm de diàmetre en plata) que commemora el centenari del seu naixement.
Va ser diputat del 5è a l'11 Soviet Suprem de la Unió Soviètica (1958-1984) de l'oblast de Kíev.

Va morir a Kíev el 4 d'abril de 1984, i està enterrat al cementiri de Baikove.

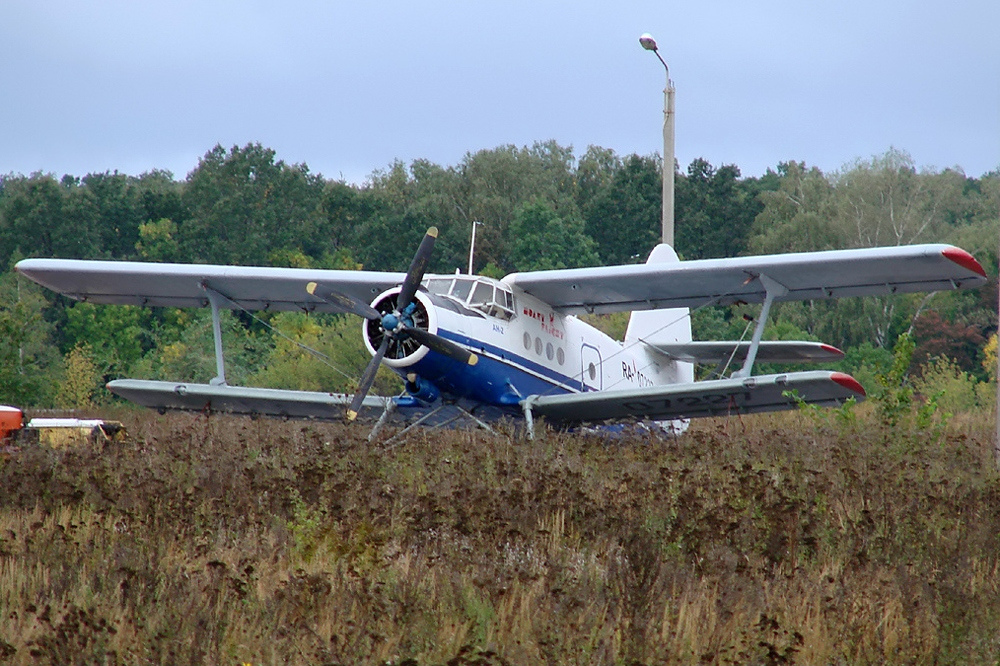
An-2
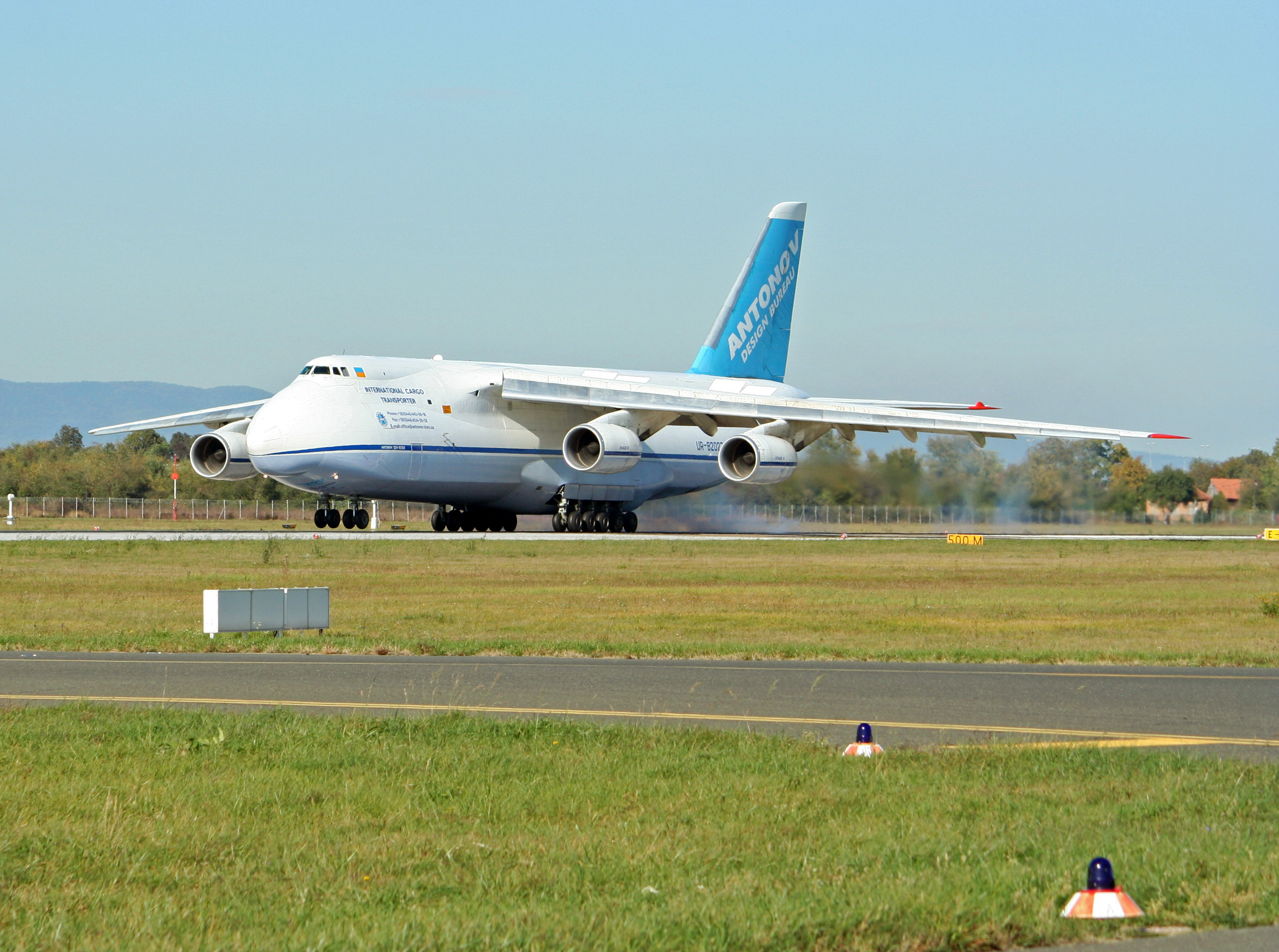
An-124
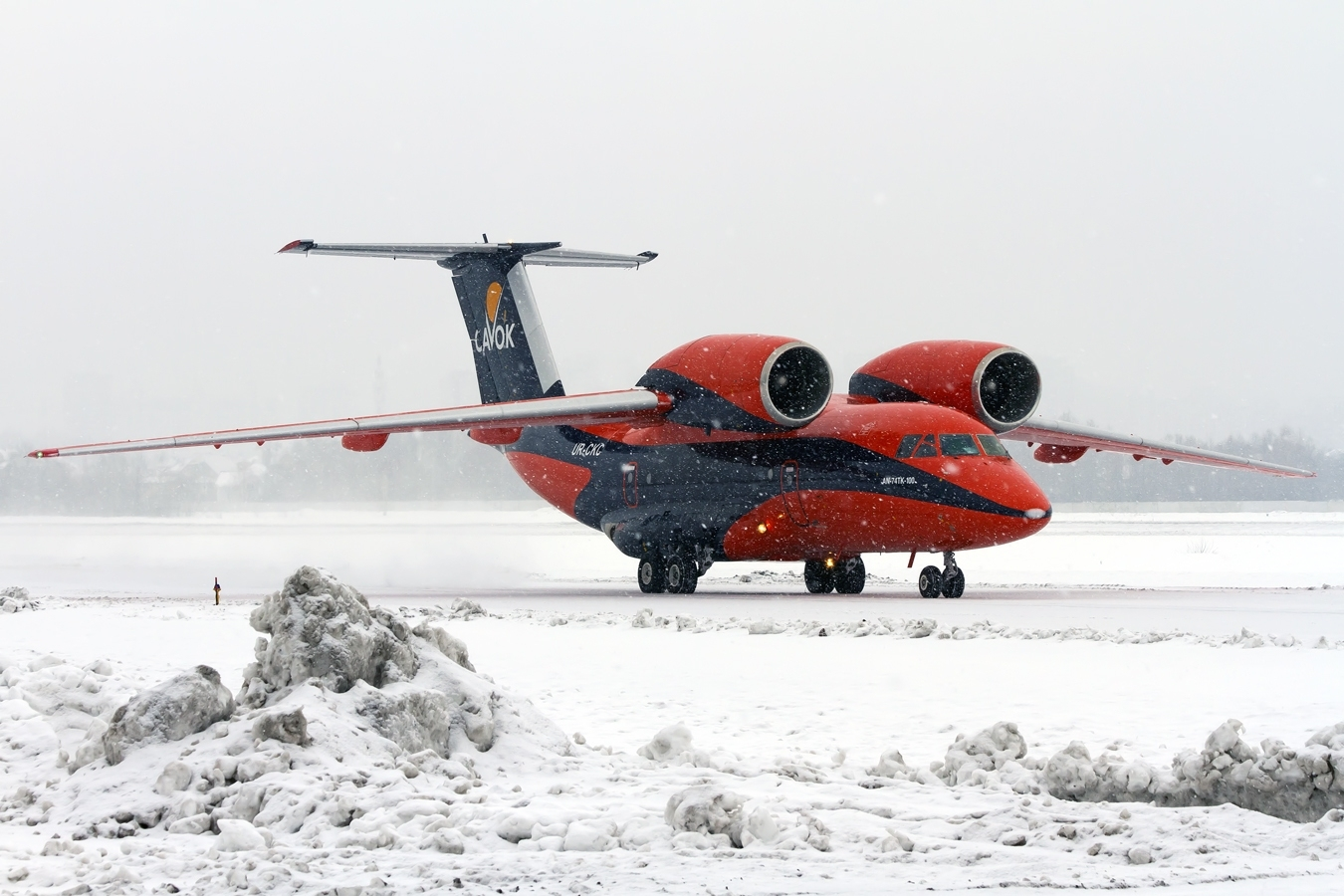
An-74
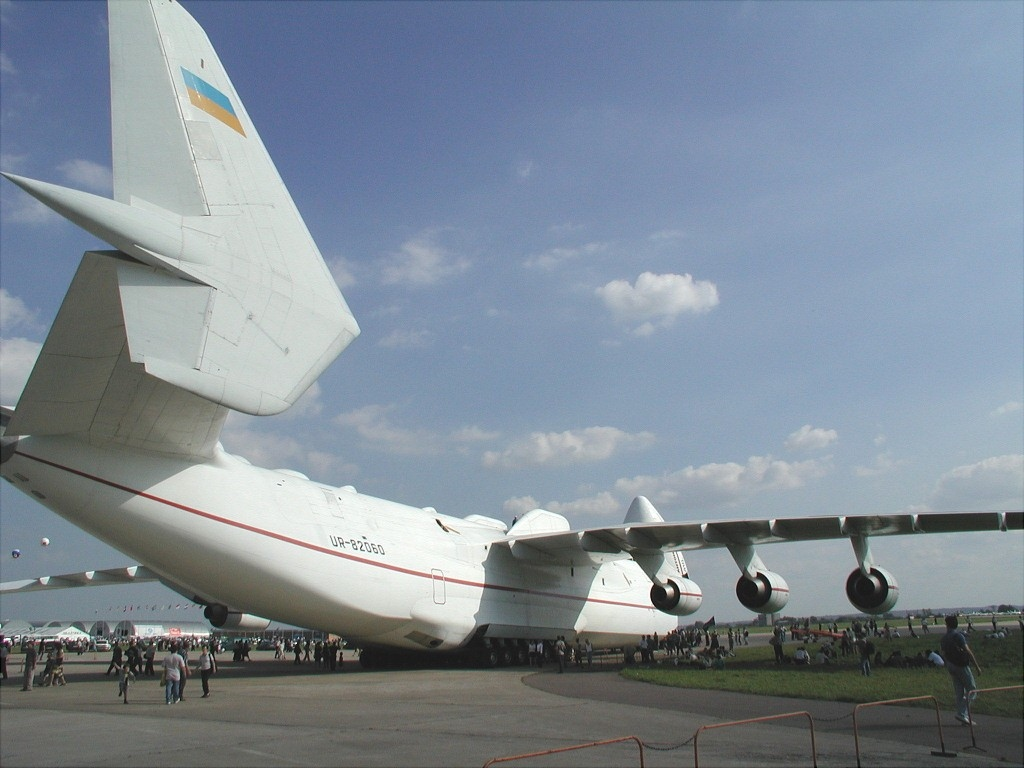
An-225
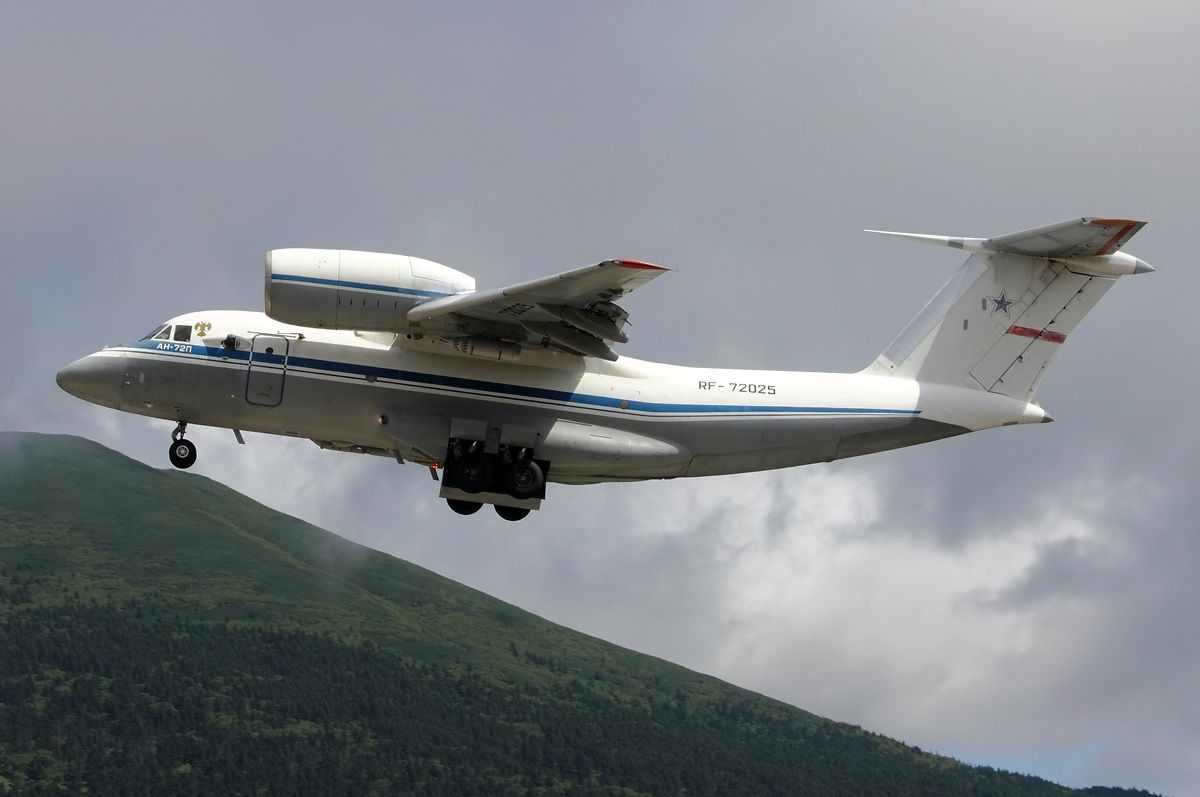
An-72